# Frédéric Kirschleger
Frédéric Kirschleger est un botaniste et médecin français, professeur de botanique à l'École supérieure de pharmacie de Strasbourg, né le 7 janvier 1804 à Munster et mort à Strasbourg le 15 novembre 1869.

## Biographie
Frédéric Kirschleger est élevé par son oncle Charles Bartholdi (1762-1849), pharmacien à Munster, qui lui donne ses premières notions d’histoire naturelle. En 1823, il s’inscrit à la Faculté de médecine de Strasbourg. Il seconde le professeur de botanique de la Faculté et pharmacien-chef des Hospices, Chrétien Nestler (1778-1832), à la pharmacie de l’Hôpital civil. En 1829, il soutient sa thèse de médecine : Essai sur les eaux minérales des Vosges.
Il s’installe ensuite comme médecin à Munster de 1829 à 1834 mais reprend rapidement ses recherches botaniques. Son goût pour la botanique l’amène à quitter Munster pour se fixer définitivement à Strasbourg en 1834. Il est nommé professeur de botanique médicale en 1835 à l’École de pharmacie de Strasbourg. Agrégé en 1845 avec un Essai historique de la tératologie végétale, il est reçu docteur ès sciences l’année suivante, avec une thèse de botanique intitulée Essai sur les folioles carpiques ou carpidies dans les plantes angiospermes.
Le 7 juillet 1835 il devient membre de la Société des amis du muséum d'histoire naturelle de Strasbourg.
De 1852 à 1862, il publie l’œuvre capitale de sa vie : Flore d’Alsace et des contrées limitrophes en 3 volumes. En 1862, il fonde la Société philomathique vogésorhénane qui se transforme en  Association philomathique d’Alsace et de Lorraine en 1893. Il est le créateur avec le Dr Faudel de l'éphémère Société Alsato-Vosgienne, en 1868 (précurseur du Club vosgien).
Frédéric Kirschleger meurt à Strasbourg le 15 novembre 1869, au moment où il termine la seconde édition de sa Flore. Il est inhumé au cimetière Sainte-Hélène de Strasbourg.

## Hommages
Dans le parc André Hartmann, situé à Munster, sa ville natale, se trouve un rocher en granit orné d'une effigie en bronze du botaniste, érigé par le sculpteur strasbourgeois Albert Schultz en 1930.
Le lycée de Munster, réputé pour la spécialité en cinéma audiovisuel enseignée, porte son nom.
Un buste en marbre réalisé par le sculpteur Philippe Grass se trouve à l'entrée de l'Institut de Botanique de l'Université de Strasbourg.
À Strasbourg, une rue porte son nom dans le quartier de l'Hôpital civil, derrière les bâtiments (dont les amphithéâtres) de la Faculté de Médecine.

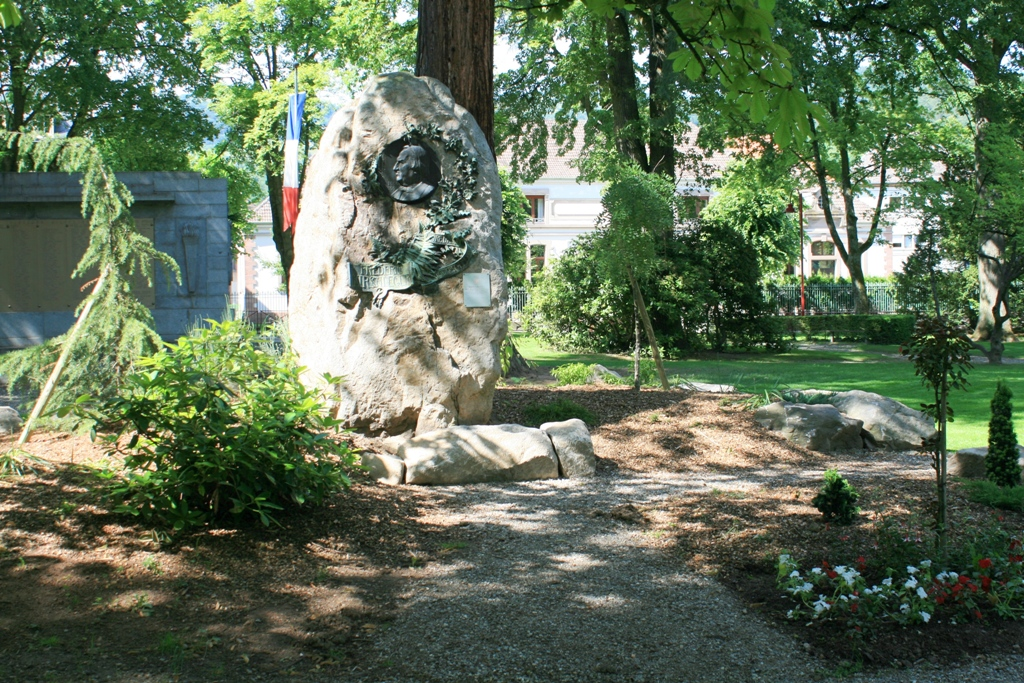
Monument Kirschleger à Munster (Haut-Rhin) par Albert Schultz en 1930
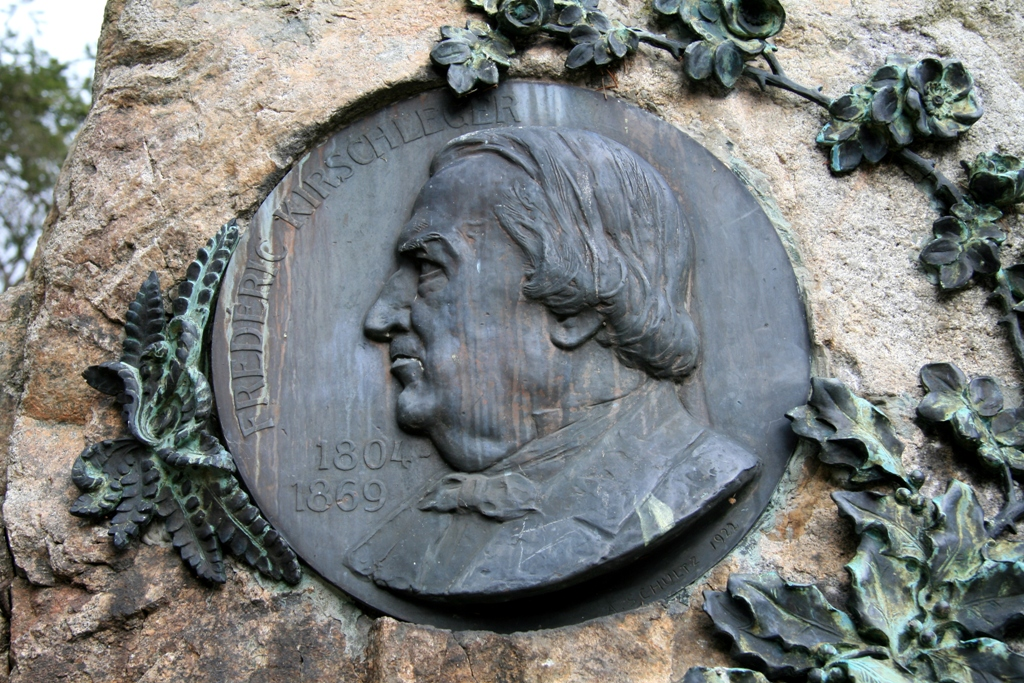
(détail) Monument Kirschleger : portait en bronze de profil en bas-relief.
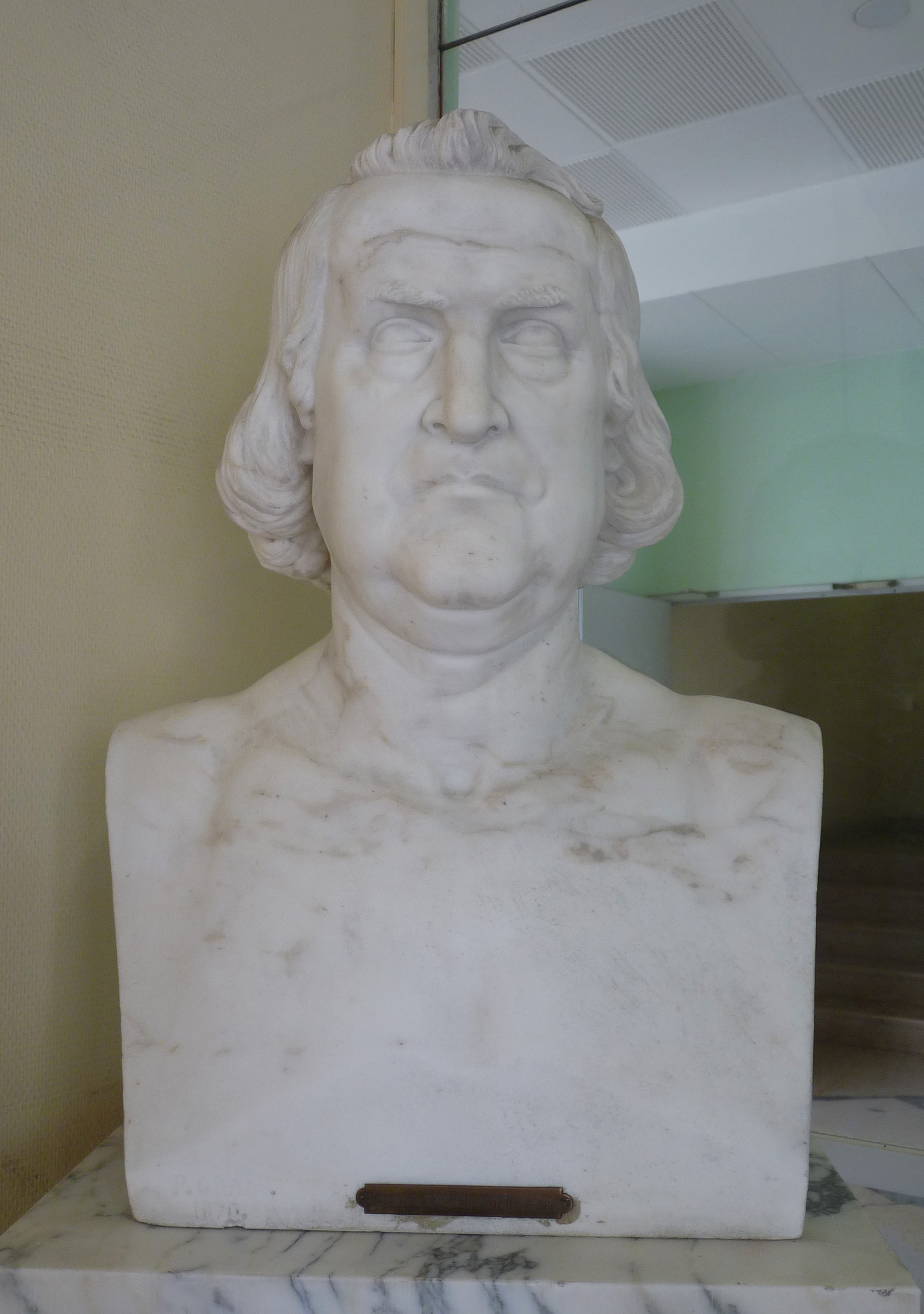
Buste par Philippe Grass à l'Institut de Botanique de Strasbourg

## Œuvres et publications
- Das Münstertal, 1824, édité par Alfred Pfleger, Colmar [s. d.] (v. 1944).
- Prodrome de la flore d'Alsace, Scheurer (Strasbourg), 1836, Texte intégral.
- Essai sur les folioles carpiques ou carpidies dans les plantes angiospermes, [Thèse de botanique présentée et soutenue le 18 novembre 1846, pour obtenir le grade de Docteur ès sciences], Berger-Levrault (Strasbourg), 1846, Texte intégral, Texte intégral.
- «Flore des environs de Soultzmatt», in: Des eaux gazeuses alcalines de Soultzmatt (Haut-Rhin) par M. le Dr J. A. Bach, Baillière (Paris), 1853, p. 261-72, Texte intégral.
- Flore d’Alsace et des contrées limitrophes, 3 vol., [chez l'auteur (Strasbourg)], :

1. premier volume, 1852,Masson (Paris), Texte intégral.
2. deuxième volume, 1857,Masson (Paris), Texte intégral.
3. troisième volume , 1858, Baillière (Paris), Texte intégral.

- Les Eaux acidulés des Vosges et de la Forêt-Noire au point de vue de leur histoire scientifique (depuis 1550 jusqu'à 1789), impr. de G. Silbermann (Strasbourg), 1863, lire en ligne sur Gallica.

Voir également
Œuvres numérisées de Frédéric Kirschleger dans le site du Service commun de la documentation de l'Université de Strasbourg